# Keoni Waxman
Keoni Waxman (Honolulu, 30 giugno 1968) è un regista, sceneggiatore e produttore cinematografico statunitense.

## Biografia
È noto per avere prodotto, sceneggiato e diretto molti ultimi film di Steven Seagal tra cui Absolution - Le regole della vendetta e A Good Man. Inoltre ha girato film per Steve Austin e Dolph Lundgren.

## Filmografia

### Regista
- I Shot a Man in Vegas (1995)
- Almost Blue (1996)
- Countdown - Ore contate (Countdown) (1996)
- Giorni di fuoco (Sweepers) (1998)
- Vite a mano armata (The Highwayman) (2000)
- La spacconata (Shooting Gallery) (2005)
- Verità inaccettabile (Unthinkable) - film TV (2007)
- Hunt to kill - Caccia all'uomo (Hunt to kill) (2010)
- Maximum Conviction (2012)
- A Good Man (2014)
- Absolution - Le regole della vendetta (Absolution) (2015)
- Killing Salazar (Cartels) (2016)
- The Hard Way (2019)